# Leucania roseivena
Leucania roseivena là một loài bướm đêm trong họ Noctuidae.